# Fuji Xerox Towers
Las torres Fuji Xerox (chino: 富士施乐大厦), anteriormente conocidas como IBM Towers, son un complejo compuesto de dos rascacielos localizado en el distrito financiero de Singapur. Están enclavadas en el número 80 de Anson Road, en la zona de Shenton y Tanjong Pagar. De hecho, el edificio da a cuatro calles, concretamente Tanjong Pagar Road, Bernam Street, Keppel Road y Anson Road.
El edificio está al lado de la Ayer Rajah Expressway, y cerca de Lippo Center, RCL Center, Realty Center, y Anson House, todos ellos a unos 100 metros de distancia. La construcción, de 38 plantas de alto, se eleva 165 metros sobre el suelo.

## Distinciones
En diciembre de 2005, Fuji Xerox Towers fue galardonado con el premio Energy Smart Label Award de la Unidad de Sostenibilidad Energética de la Universidad Nacional de Singapur y de la Agencia Nacional de Medio Ambiente de Singapur.

## Historia
Las torres Fuji Xerox fueron construidas por la compañía City Developments Limited y fueron terminadas en 1987. Otras empresas implicadas en la construcción fueron Mitsubishi e IBM.

### Nombre
El rascacielos Fuji Xerox Towers se llamaba al principio IBM Towers, ya que IBM Singapur había sido el primer inquilino de la torre desde la apertura del edificio, en 1987, hasta 2004. A mediados de agosto de 2004, Fuji Xerox arrendó 8.600 m² de espacio de oficinas, distribuidos en 7 niveles. Fuji Xerox se convirtió en el inquilino principal, con cerca de una cuarta parte del espacio arrendado, ganando así derechos para nombrar el complejo. A su vez, IBM Singapur se trasladó en varias etapas al parque empresarial Changi Business Park.

### Fuji Xerox Singapur
En 1965, Fuji Xerox Singapur formaba parte de la organización Rank Xerox, una empresa conjunta entre Rank y Xerox Organisation. La rama de Singapur se incorporó al principio como Rank Xerox (Overseas) Pte Ltd y más tarde fue llamada Rank Xerox (Singapur) Pte Ltd en 1985. En 1991, la compañía Rank Xerox Singapur fue vendida a Fuji Xerox Company Ltd de Japón y fue renombrada como Fuji Xerox Singapur.

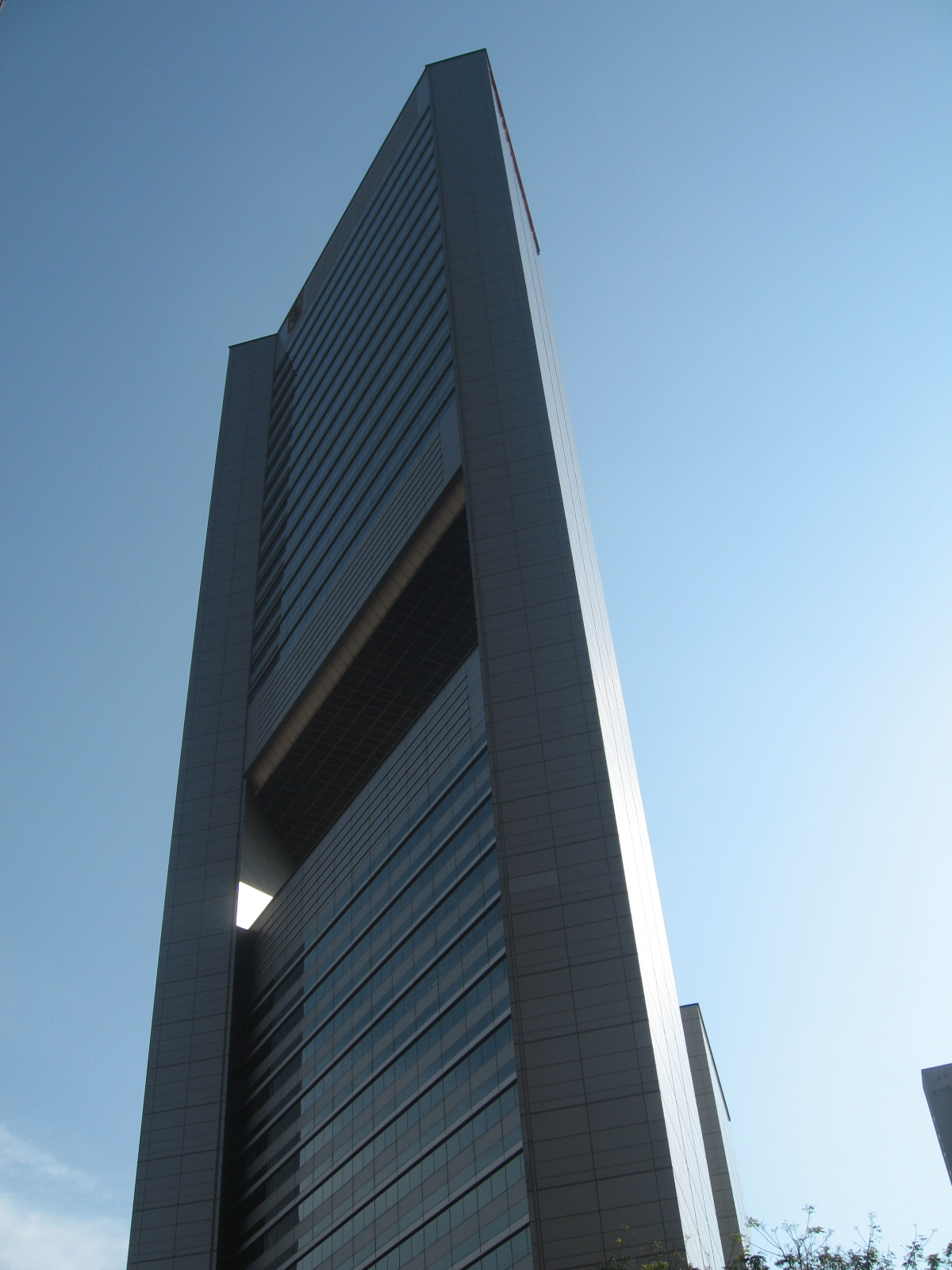
Vista de Fuji Xerox Towers desde la parte trasera.